# Tuparendi

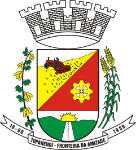
Escudo del municipio Tuparendi.

Tuparendi es un municipio brasileño del estado de Rio Grande do Sul.
Se encuentra ubicado a una latitud de 27º45'23" Sur y una longitud de 54º28'54" Oeste, estando a una altitud de 328 metros sobre el nivel del mar. Su población estimada para el año 2004 era de 9.363 habitantes.
Ocupa una superficie de 308,51 km².
- Datos: Q1784901
- Multimedia: Tuparendi / Q1784901